# 胡敏 (环境学家)
胡敏，北京大学教授，中国教育部长江学者特聘教授，主要从事大气颗粒物来源、二次转化及其环境影响和控制对策研究。

## 生平
胡敏毕业于北京大学，1993年起留校工作。

## 社会兼职
- 中国环境科学学会环境化学专业委员会委员
- 中国环境科学学会能源与环境分会委员
- 中国化学会环境化学委员

## 荣誉
- 中国国家科技进步二等奖1项
- 中国教育部科技进步一等奖3项
- 中国自然科学奖一等奖1项